# Sixten Landby
Sixten Landby, även känd under artistnamnet "Buffeln från Hissjö", född 1912 i Umeå, död 1997 i Umeå. Känd som kraftkarl och burlesk poet.
Sixten Landby var i sin ungdom aktiv tyngdlyftare. Därefter turnerade han runt i Norrland som kraftkarl med egna styrkeshower och med brodern Kurt (1920-1993) som konferencier. Han uppträdde även regelbundet på Kiviks marknad och liknande marknadsplatser. Arbetade sedan som resande agent för olika skinnfirmor i Malung och gårdsförsäljning över Västerbottens inland där även egna burleska visor framfördes. Levde tillsammans med brodern i en stuga i Håkmark fram till 1991.